# Ma-KING
Ma-KING è il terzo album della cantante giapponese Masami Okui uscito il 26 settembre 1997 dalla Starchild. L'album ha raggiunto la dodicesima posizione della classifica degli album più venduti in Giappone, vendendo 45 550 copie.

## Tracce
1. endless life
2. Souda, Zettai. (そうだ、ぜったい。)
3. A&C
4. process
5. Niji no You ni (PRISMIX) (虹のように)
6. spicy essence
7. naked mind (DYNAMIX)
8. precious wing (light wind version)
9. more than words ~in my heart~
10. I can't... (daydremix)
11. J (wild beat version)
12. Rinbu-revolution (輪舞-revolution)
13. spirit of the globe
14. Kaze ni Fukarete (風に吹かれて)